# Al Cisneros
Al Cisneros (San Jose, 23 settembre 1973) è un cantante e bassista statunitense.
Ha suonato nelle band Sleep, OM, Shrinebuilder e Asbestosdeath.

## Biografia
La sua carriera musicale è iniziata nel 1989 in un gruppo punk locale, gli Asbestosdeath, assieme a Chris Hakius (batteria), Matt Pike (chitarra) e Tom Choi (chitarra). Cisneros suonava il basso nella band, che pubblicò due EP nel 1990. Poco dopo, Choi lasciò il gruppo.
Cisneros, Hakius e Pike restarono assieme e decisero di cambiare nome, assumendo quello di Sleep. Nel 1991 pubblicarono il loro primo album, Volume One. Ottennero molto rapidamente un seguito devoto nella scena doom metal. Nel 1992 pubblicarono un altro album, Sleep's Holy Mountain, che è considerato un'uscita fondamentale nell'evoluzione dello stoner metal. Tra il 1995 e il 1998 gli Sleep lavorarono a quello che sarebbe stato il loro ultimo album, Dopesmoker, un singolo brano di un'ora. L'etichetta rifiutò di pubblicarlo e nel 1998 gli Sleep si sciolsero. L'album fu pubblicato in una versione leggermente accorciata nel 1999 e infine nella versione pensata dalla band nel 2003.
Subito dopo lo scioglimento degli Sleep, il chitarrista Matt Pike formò gli High on Fire. Nel 2003 Cisneros e Hakius decisero di formare una loro band, chiamandola Om: si trattava di un duo con Cisneros al basso e alla voce e Hakius alla batteria. Pubblicarono l'album Variations on a Theme nel 2005, Conference of the Birds nel 2006 e Pilgrimage nel 2007. Nel gennaio del 2008 Hakius ha deciso di lasciare gli Om. Cisneros e da allora ha lavorato con Emil Amos alla batteria. Il duo ha registrato un 7" intitolato Gebel Barkal che è stato pubblicato dalla Sub Pop il 15 agosto 2008. Il quarto album in studio degli Om, God is Good, è stato pubblicato il 29 settembre 2009 dalla Drag City.
Cisneros è anche un membro degli Shrinebuilder, assieme a Scott "Wino" Weinrich (Saint Vitus), Scott Kelly (Neurosis) e Dale Crover (The Melvins). Il loro primo album è stato pubblicato il 20 ottobre 2009 per la Neurot Recordings.
Nel dicembre del 2012 Cisneros ha pubblicato il suo primo disco solista, Dismas, per l'etichetta Sinai.
Il 20 aprile 2018 ritorna con gli Sleep con un nuovo album in studio The Science.

## Discografia

### Asbestosdeath
- 1990 – Dejection
- 1990 – Unclean

### Sleep
- 1991 – Volume One
- 1992 – Volume Two
- 1993 – Sleep's Holy Mountain
- 1999 – Jerusalem
- 2003 – Dopesmoker
- 2018 - The Sciences

### Om
- 2005 – Variations on a Theme
- 2006 – Conference of the Birds
- 2006 – Bedouin's Vigil (Split 7" with Six Organs of Admittance)
- 2006 – Inerrant Rays of Infallible Sun (Blackship Shrinebuilder) (Split EP with Current 93)
- 2007 – Pilgrimage
- 2008 – Live at Jerusalem
- 2008 – Gebel Barkal
- 2009 – Conference Live
- 2009 – God is Good
- 2012 – Advaitic Songs

### Shrinebuilder
- 2009 - Shrinebuilder

### Solista
- 2012 - Dismas 7" (Sinai)